# Município de Orange (condado de Delaware, Ohio)
O município de Orange (em inglês: Orange Township) é um município localizado no condado de Delaware no estado estadounidense de Ohio. No ano de 2010 tinha uma população de 26.269 habitantes e uma densidade populacional de 445,28 pessoas por km².

## Geografia
O município de Orange encontra-se localizado nas coordenadas 40° 10′ 44″ N, 82° 59′ 48″ O. Segundo a Departamento do Censo dos Estados Unidos, o município tem uma superfície total de 58.99 km², da qual 54.53 km² correspondem a terra firme e (7.57%) 4.47 km² é água.

## Demografia
Segundo o censo de 2010, tinha 26.269 habitantes residindo no município de Orange. A densidade populacional era de 445,28 hab./km². Dos 26.269 habitantes, o município de Orange estava composto pelo 83.23% brancos, o 4.5% eram afroamericanos, o 0.13% eram amerindios, o 9.19% eram asiáticos, o 0.02% eram insulares do Pacífico, o 0.85% eram de outras raças e o 2.07% pertenciam a dois ou mais raças. Do total da população o 2.74% eram hispanos ou latinos de qualquer raça.